# 安吉亞里戰役 (繪畫)

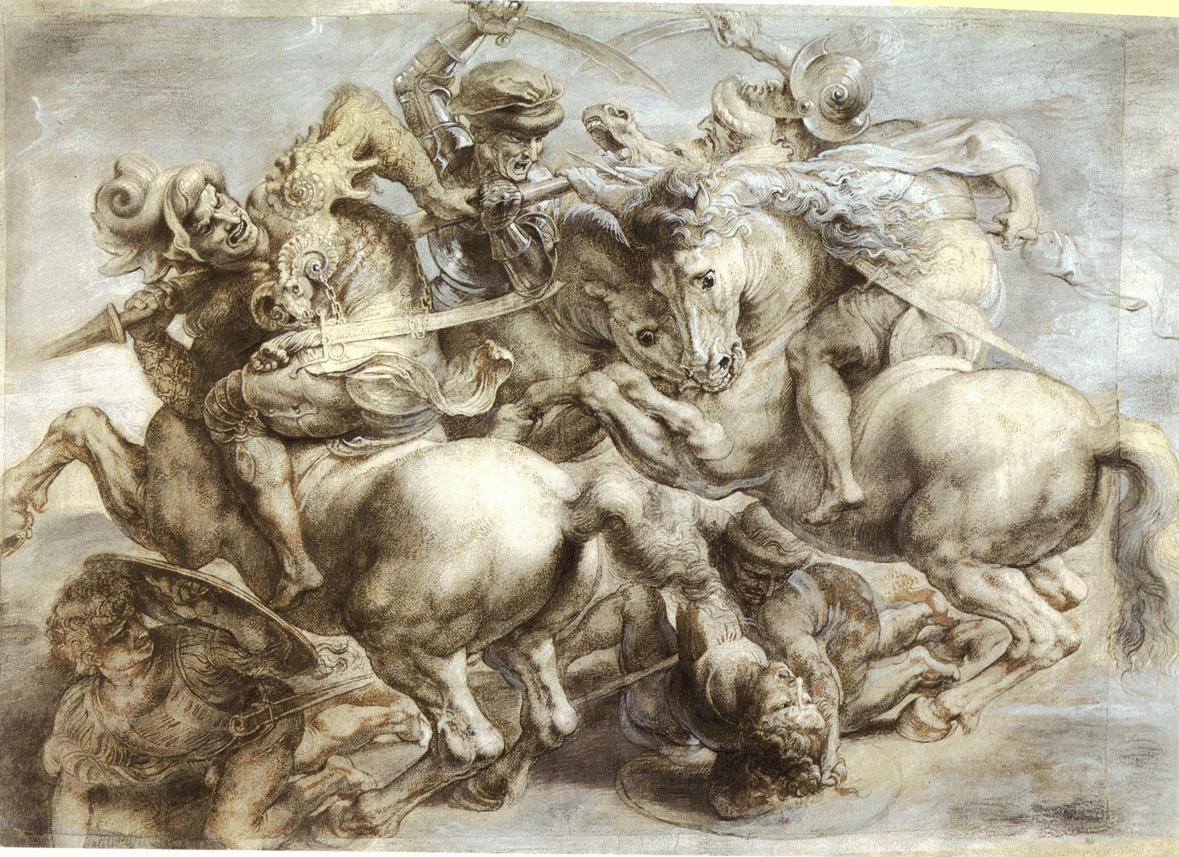
彼得·保羅·魯本斯的仿作，據稱從左到右的人物依次為
佛朗西斯科·皮奇尼諾、尼科洛·皮奇尼諾、盧多維科·特雷維桑、
喬凡尼·安東尼奧·奧西尼·德爾·巴爾索

《安吉亞里戰役》是由達芬奇在1505年繪製的一副畫作，現已遗失。據信這幅畫依然藏在佛羅倫薩舊宮五百人大厅的某幅壁畫後面。其畫面中心是在1440年的安吉亞里戰役中四名騎著戰馬、互相廝殺的男性。
達芬奇為這幅畫提前製好的一些草稿還保留著，而其畫面的中心部分也可以從彼得·保羅·魯本斯1603年的仿作中一窺究竟，後者現藏於巴黎盧浮宮。實際上魯本斯的作品也不是直接從達芬奇的原畫那裡複製來的，它應該是來自1553年洛倫佐·扎基亞（Lorenzo Zacchia）的雕刻品，此作才是《安吉亞里戰役》的直接複製品。這幅畫對魯本斯1616年繪製的《狩獵河馬和鱷魚》也產生了一定的影響。
2012年3月，毛里奇奧·塞拉奇尼和他領導的一支隊伍宣佈此畫藏在舊宮的一幅由喬爾喬·瓦薩里繪製的壁畫後面的內壁中，并在瓦萨里的壁画上钻了六个孔取样。然而进一步的考古工作还需要打更多的孔，因此他的计划遭到许多艺术史学家的反对，而一些艺术史学家甚至认为瓦萨里的壁画后面根本就没有《安吉亞里戰役》，同年9月此調查被迫中止。

## 外部連結
- The Battle of Anghiari - town website
- 'Lost Da Vinci' prompts art row （页面存档备份，存于）, BBC News, 6 December 2011.
- Leonardo da Vinci: anatomical drawings from the Royal Library, Windsor Castle（页面存档备份，存于）, exhibition catalog fully online as PDF from The Metropolitan Museum of Art, which contains material on this painting (see index)